# Gabriel Moya
Gabriel Moya Sanz (Alcalá de Henares, 20 marzo 1966) è un ex calciatore spagnolo, di ruolo attaccante.

## Carriera
Iniziò a giocare con la squadra della sua città, l'Alcalá, in Segunda División B.
Nel 1986, all'età di 20 anni, passò al Real Valladolid e esordì in massima serie. Giocò la sua prima partita il 30 agosto contro il Las Palmas subentrando al compagno Fano al 60'. Segnò il suo primo gol il 22 marzo, nella sconfitta esterna per 2-1 contro il Real Madrid.
Nella stagione successiva, segnò sei reti in campionato, tra cui due doppiette contro Maiorca e Osasuna.
Nella stagione 1989-1990 realizzò il suo record personale di marcature con 8 gol, e entrò nel giro della Nazionale spagnola.
Nel 1991, dopo 5 stagioni e oltre 100 presenze al Real Valladolid, passò all'Atlético Madrid. Con la squadra della capitale esordì il 1 settembre contro il Real Burgos, alla prima giornata di campionato, segnando il gol del definitivo 2-0. Il 18 settembre esordì in Coppa delle Coppe, in trasferta contro i norvegesi del Fyllingen Fotball (0-1). Nel corso della stagione fu impiegato da titolare con costanza dall'allenatore Luis Aragonés, in attacco con Manuel Sánchez Delgado e Futre. A fine anno arrivò la vittoria della Coppa del Re, unico titolo della sua carriera. Nella stagione successiva, collezionò 23 presenze e 6 gol.
Nel 1993 passò al Siviglia. Restò in Andalusia per 3 stagioni, per poi passare al Valencia nella stagione 1996-1997. L'anno successivo giocò nelle Isole Baleari, con il Maiorca. Allenato da Héctor Cúper, arrivò al quinto posto in campionato con 3 gol all'attivo. Fu anche finalista in Coppa del Re, perdendo ai rigori contro il Barcellona.
Nel 1998 tornò al Siviglia, che nel frattempo era retrocesso in Segunda División, e contribuì alla risalita del club in massima serie. Gli andalusi però retrocedettero nuovamente nella stagione seguente. Moya lasciò il club per tornare all'Alcalá, in Tercera División, per chiudere la carriera nella squadra in cui aveva iniziato a giocare.

## Palmarès

### Competizioni nazionali
- Coppa di Spagna: 1

Atlético Madrid: 1991-1992